# Jason Niblett
Jason Niblett (Horsham, 18 de fevereiro de 1983) é um desportista australiano que competiu no ciclismo na modalidade de pista, especialista na prova de velocidade por equipas.
Ganhou uma medalha de bronze no Campeonato Mundial de Ciclismo em Pista de 2011, na prova de velocidade por equipas.

## Medalheiro internacional
| Campeonato Mundial | Campeonato Mundial         | Campeonato Mundial | Campeonato Mundial     |
| Ano                | Lugar                      | Medalha            | Competição             |
| ------------------ | -------------------------- | ------------------ | ---------------------- |
| 2011               | Apeldoorn ( Países Baixos) | Medalha de bronze  | Velocidade por equipas |